# Mordellistena rhenana
Mordellistena rhenana är en skalbaggsart som beskrevs av Karl Friedrich Ermisch 1956. Mordellistena rhenana ingår i släktet Mordellistena, och familjen tornbaggar. Arten har ej påträffats i Sverige.